# Ministeri fiscal d'Espanya
El Ministeri fiscal d'Espanya és considerat per l'article 124 de la Constitució Espanyola com un impulsor de la justícia i defensor de la «legalitat, dels drets dels ciutadans i de l'interès públic tutelat per la llei». Malgrat que el Ministeri Fiscal es troba recollit en el títol VI de la Constitució, aquesta institució no forma part del poder judicial, ja que la seva missió és cooperar amb l'Administració de justícia. El Ministeri Fiscal gaudeix de cobertura legal per part de la mateixa Constitució Espanyola i amb reserva de llei pel seu desenvolupament a nivell de règim jurídic i de les seves competències, llei materialitzada amb la llei 50/1981 de 30 de desembre de l'Estatut orgànic del Ministeri Fiscal.

## Estructura orgànica
L'estructura orgànica del Ministeri Fiscal es caracteritza pel fet que respon als criteris d'unitat d'actuació i dependència jeràrquica. Això implica:
- Que el Ministeri Fiscal és únic per a tot l'estat, i correspon als òrgans superiors, especialment al Fiscal general de l'estat, donar les ordres i instruccions necessàries per a l'exercici de les funcions dels integrants del Ministeri fiscal.
- Que els fiscals tenen dependència interna respecte dels seus superiors. Els membres del ministeri fiscal tenen condició d'autoritat. Els fiscals, a diferència dels jutges i magistarts, no gaudeixin d'inamobilitat ja que tampoc gaudeixen d'independència en l'exercici de les seves funcions.

Els òrgans del ministeri fiscal són
- El Fiscal General de l'Estat
- El Consell Fiscal
- La Junta de Fiscals de Sala
- La Junta de Fiscals Superiors de les Comunitats Autònomes
- La Fiscalia del Tribunal Suprem
- La Fiscalia davant el Tribunal Constitucional
- La Fiscalia de l'Audiència Nacional
- Les Fiscalies Especials
- La Fiscalia del Tribunal de Comptes
- La Fiscalia Jurídica Militar
- Les Fiscalies de les Comunitats Autònomes
- Les Fiscalies Provincials
- Les Fiscalies d'Àrea

### Fiscal General de l'estat
És el cap del Ministeri Fiscal, nomenat pel Rei a proposta del govern espanyol després de sentir l'opinió del Consell general del poder judicial.

### Fiscalies Territorials
L'estructura territorial del Ministeri Fiscal està composta per:
- Fiscalies de les Comunitats Autònomes
- Fiscalies Provincials
- Fiscalies d'Àrea

#### Fiscalia Superior de Catalunya
La Fiscalia Superior de Catalunya radica a Barcelona i exerceix les seus funcions davant el Tribunal Superior de Justícia de Catalunya.
- Fiscal Superior: Teresa Compte Massachs

#### Fiscalia de la Comunitat Autònoma de les Illes Balears
Radica en Palma i exerceix les seus funcions davant el Tribunal Superior de Justícia de les Illes Balears. Té dues Seccions Territorials: una en Manacor i altra en Maó. Alhora inclou dins del seu àmbit territorial la Fiscalia d'Àrea d'Eivissa.
- Fiscal Superior: Bartolomé Barceló Oliver

#### Fiscalia de la Comunitat Valenciana
La Fiscalia de la Comunitat Valenciana radica en València i exerceix les seus funcions davant el Tribunal Superior de Justícia de la Comunitat Valenciana.
- Fiscal Superior: Teresa Gisbert Jordá
- Tinent Fiscal: Gonzalo López Ebri

##### Fiscalia Provincial d'Alacant
Exerceix les funcions del Ministeri Fiscal a l'àmbit de la província d'Alacant i la seua seu és a Alacant.
- Fiscal en Cap: Jorge Ignacio Rabasa Dolado[7]

La distribució territorial dels partits judicials que són atesos per la Fiscalia es recull al Reial Decret 2123/2008, de 26 de desembre i és la següent:
- Fiscalia Provincial, que comprèn els partits judicials d'Alacant, Elda, Novelda i Sant Vicent del Raspeig.
- Fiscalia d'Àrea d'Elx, que comprèn els partits judicials d'Elx i Oriola.
- Secció Territorial de Torrevella, que comprèn el partit judicial de Torrevella.
- Secció Territorial d'Alcoi, que comprèn els partits judicials d'Alcoi, Ibi i Villena.
- Fiscalia d'Àrea de Benidorm-Dénia, que comprèn els partits judicials de Benidorm, La Vila Joiosa i Dénia.

##### Fiscalia Provincial de Castelló
Exerceix les funcions del Ministeri Fiscal a l'àmbit de la província de Castelló i la seua seu és a Castelló de la Plana.
- Fiscal en Cap: José Luis Cuesta Merino[8]

La distribució territorial dels partits judicials que són atesos per la Fiscalia es recull al Reial Decret 2123/2008, de 26 de desembre i és la següent:
- Fiscalia Provincial, que comprèn els partits judicials de Castelló de la Plana, Nules, Sogorb i Vila-real.
- Secció Territorial de Vinaròs, que comprèn el partit judicial de Vinaròs.

##### Fiscalia Provincial de València
Exerceix les funcions del Ministeri Fiscal a l'àmbit de la província de València i la seua seu és a València.
- Fiscal en Cap: María Teresa Gisbert Jordá

La distribució territorial dels partits judicials que són atesos per la Fiscalia es recull al Reial Decret 2123/2008, de 26 de desembre i és la següent:
- Fiscalia Provincial, que comprèn els partits judicials de Catarroja, Llíria, Massamagrell, Montcada, Mislata, Picassent, Paterna, Quart de Poblet, Requena, Sueca, Sagunt, Torrent i València.
- Fiscalia d'Àrea d'Alzira, que comprèn els partits judicials d'Alzira, Ontinyent, Xàtiva i Carlet.
- Secció Territorial de Gandia, que comprèn el partit judicial de Gandia.

## Funcions
- Vetllar perquè la funció jurisdiccional s'exerceixi eficaçment conforme a les lleis i en els terminis i els termes que s'hi assenyalen, i exercir, si s'escau, les accions, els recursos i les actuacions pertinents.
- Exercir totes les funcions que li atribueixi la llei en defensa de la independència dels jutges i tribunals.
- Vetllar pel respecte de les institucions constitucionals i dels drets fonamentals i les llibertats públiques amb totes les actuacions que exigeixi la seva defensa.
- Exercir les accions penals i civils provinents de delictes i faltes o oposar-se a les exercides per altres, quan escaigui.
- Intervenir en el procés penal, i instar a l'autoritat judicial l'adopció de les mesures cautelars que siguin procedents i la pràctica de les diligències adreçades a aclarir els fets o instruint directament el procediment a l'àmbit del que disposa la Llei orgànica reguladora de la responsabilitat penal dels menors; pot ordenar a la policia judicial les diligències que consideri oportunes.
- Prendre part, en defensa de la legalitat i de l'interès públic o social, en els processos relatius a l'estat civil i en els altres que estableixi la llei.
- Intervenir en els processos civils que determini la llei quan hi estigui compromès l'interès social o quan puguin afectar persones menors, incapaces o desvalgudes mentre es proveeix dels mecanismes ordinaris de representació.
- Mantenir la integritat de la jurisdicció i competència dels jutges i tribunals promovent els conflictes de jurisdicció i, si s'escau, les qüestions de competència que siguin procedents, i intervenir en les promogudes per altres.
- Vetllar pel compliment de les resolucions judicials que afectin l'interès públic i social.
- Vetllar per la protecció processal de les víctimes i per la protecció de testimonis i perits, i promoure els mecanismes previstos perquè rebin l'ajuda i assistència efectives.
- Intervenir en els processos judicials d'empara, així com en les qüestions d'inconstitucionalitat en els casos i de la manera que preveu la Llei orgànica del Tribunal Constitucional.[9]
- Interposar el recurs d'empara constitucional, així com intervenir en els processos de què coneix el Tribunal Constitucional en defensa de la legalitat, en la forma en què estableixin les lleis.
- Exercir en matèria de responsabilitat penal de menors les funcions que li encomani la legislació específica, i orientar la seva actuació a la satisfacció de l'interès superior del menor.
- Intervenir en els supòsits i en la forma prevista a les lleis en els procediments davant del Tribunal de Comptes. Defensar, igualment, la legalitat en els processos contenciosos administratius i laborals que preveuen la seva intervenció.
- Promoure o, si s'escau, prestar l'auxili judicial internacional que preveuen les lleis, els tractats i els convenis internacionals.
- Exercir les altres funcions que l'ordenament jurídic estatal li atribueixi.

Amb caràcter general, la intervenció del fiscal en els processos es pot produir mitjançant un escrit o per compareixença. També es pot produir a través de mitjans tecnològics, sempre que assegurin l'exercici adequat de les seves funcions i ofereixin les garanties necessàries per a la validesa de l'acte de què es tracti. La intervenció del fiscal en els processos no penals, llevat que la llei disposi una altra cosa o actuï com a demandant, es produeix en darrer lloc.